# Carl Thrane
Wildenrath Christian Carl Boeck Thrane (født 2. september 1837 i Fredericia, død 19. juni 1916 på Frederiksberg) var en dansk musikhistoriker og justitssekretær. Han var søn af oberst Christian Wildenrath Frederik Caspar Conrad Thrane (1802-1880) og Christiane Frederikke, født Boeck (død 1885).
Thrane blev student fra Metropolitanskolen 1857 og valgte retsvidenskaben til brødstudium, blev cand.jur. 1863 og justitssekretær i Højesteret 1878. Men ved siden af sine embedspligter har han tillige fra barndommen af været stærkt musikalsk interesseret, og han lærte at spille klaver af Gebauer og Edvard Helsted og var fra 1869 i flere år teateranmelder ved Illustreret Tidende.
I 1875 udkom hans bog Danske Komponister, 4 Skildringer (Weyse, Kuhlau, J.P.E. Hartmann, Gade), hvoraf den vægtigste, Kuhlau-biografien, der er baseret på Kuhlauske breve og optegnelser, er blevet oversat til tysk (Leipzig 1886). I 1885 udkom hans Rossini og Operaen.
På opfordring skrev han festskriftet Cæciliaforeningen og dens Stifter (1901), hvori han beskrev Henrik og Frederik Rung og deres virksomhed. Endelig har han udgivet flere mindre, musikhistoriske foredrag, hvoraf et, Sarti in Kopenhagen, er optaget i Sammelbände der internationalen Musikgesellschaft (Leipzig 1902).
Om Det Kongelige Kapel har han i 1908 skrevet Fra Hofviolonernes Tid. Skildringer af det kongelige Kapels Historie 1648-1848, og i 1916 kom Weyses Minde: væsentlig efter utrykte Breve.
Han var Kommandør af 2. grad af Dannebrog og Dannebrogsmand.